# Частная жизнь (фильм, 1982)
«Ча́стная жизнь» — советский художественный фильм, снятый в 1982 году режиссёром Юлием Райзманом на киностудии «Мосфильм». Главную роль исполняет Михаил Ульянов.
Предпоследняя картина Юлия Райзмана. Один из девяти советских фильмов, номинированных на премию «Оскар» в категории «Лучший фильм на иностранном языке». На 39-м Венецианском кинофестивале Михаил Ульянов удостоился специального приза жюри за исполнение главной роли.
Государственная премия СССР за 1983 год.

## Сюжет
Два производственных предприятия реорганизовали в одно, и бывший директор одного из них, Сергей Никитич Абрикосов (Михаил Ульянов), должен уйти на пенсию. Абрикосов олицетворяет сталинский тип руководителя: он целиком посвящает себя работе, именно работа является смыслом его жизни. Жёсткий и требовательный, он живёт в ритме своей молодости, когда он был выдвинут на должность директора и в 20 лет получил первый орден.
Теперь, выйдя на пенсию, Абрикосов обнаруживает, что вне работы не может найти себе места в жизни. И в семье, как оказалось, тоже не всё благополучно. Сын — полная ему противоположность, не имеет серьёзных устремлений в жизни, предпочитает учёбе праздность и развлечения. С женой (Ия Саввина) у Сергея Никитича нет общих интересов: она уважает его, но между ними нет духовной близости. У дочери от первого брака тоже свои неразрешимые семейные проблемы.
Постепенно совместные переживания сближают Абрикосова с семьёй.
После сообщения о назначении своего преемника, кандидатуру которого он счёл недостойной, Абрикосов отправляется в министерство, где узнаёт о подготовке для него предложения о назначении на новую должность. Финал фильма остаётся открытым и заканчивается сценой: Абрикосова по телефону вызывают в министерство. Стоя перед зеркалом, он завязывает галстук, и его движения замедляются — он задумывается о чём-то своём. Киновед Нея Зоркая, анализируя финал, полагала, что, скорее всего, Абрикосов осознал, что всю свою жизнь он потратил на какие-то бесполезные и напрасные вещи, разрушавшие его день за днём. Михаил Ульянов же предположил, что в любом исходе «это будет другой человек, человек, переживший трагическую перестройку своего внутреннего мира».

## В ролях
- Михаил Ульянов — Сергей Никитич Абрикосов
- Ия Саввина — Haталья Ильиничнa, женa Абрикосова
- Ирина Губанова — Heлли Петpoвнa, бывший секретарь
- Татьяна Догилева — Викa, подруга сына Абрикосова
- Алексей Блохин — Игорь, младший сын Абрикосова
- Елена Санаева — Марина, дочь Абрикосова от первого брака, врач
- Лилия Гриценко — Марья Андреевна, тёща Абрикосова
- Михаил Зимин — Андрей Захарович, начальник Абрикосова
- Евгений Лазарев — Виктор Сергеевич Петелин, новый руководитель
- Владимир Прохоров — Горюнов, бывший подчинённый Абрикосова
- Александр Воеводин — Николай, старший сын Абрикосова
- Валентина Брусника
- Олег Мокшанцев — Алексей, друг Абрикосовых
- Виктор Гордеев — Серёжа (нет в титрах)
- Всеволод Санаев — эпизод

## Съёмочная группа
- Режиссёр — Юлий Райзман
- Автор сценария — Анатолий Гребнев, Юлий Райзман
- Оператор — Николай Олоновский
- Художник-постановщик — Татьяна Лапшина
- Директор картины — Владимир Цейтлин

## Создание
Разве мало людей попали в такое положение, когда рухнула система? Одни сориентировались, приноровились, другие — их много — не были готовы к переменам. Солидные люди, благополучные, хорошие работники… И никому не нужны. Трагедия невостребованности! Но это не социальная и не только российская, а общечеловеческая трагедия.
В своём предпоследнем проекте Юлий Райзман поднял важнейшую тему того времени и на ключевую роль утвердил, хотя и неохотно, одного из самых популярных киноактёров СССР Михаила Ульянова. Неохотно — так как режиссёр «не любил снимать тех, кто много играет в кино». Как полагал Ульянов, выпуская все свои картины, включая и «Частную жизнь», Райзман тонко чувствовал то, что завтра коснётся многих.
Для этого образа Ульянову, которому на тот момент не исполнилось и 55 лет, был сделан специальный «состаривающий» грим, седина на висках. Актёр признавался, что работать с Райзманом было легко: «Конечно, у него имелось заранее принятое решение, но он выслушивал иную точку зрения, легко соглашался: „Попробуйте!“ — так был свободен и так доверял актёру».
На роли в картине пробовались молодые артисты Альгис Арлаускас и Олег Меньшиков, но ни один из них не был утверждён: Арлаускас ушёл к Леониду Гайдаю в «Спортлото-82», а Меньшиков — к Михаилу Козакову в «Покровские ворота». Райзман был жутко недоволен и говорил, что «молодёжь игнорирует живого классика».
Сразу же после премьеры ленты руководство Венецианского кинофестиваля объявило о демонстрации «Частной жизни» в одной из внеконкурсных программ. Ульянов никак не предполагал, что история о простом советском пенсионере заинтересует важнейший мировой киносмотр. Тем не менее на Лидо фильм ждал крупный успех и несколько призов, отправившихся к самому Ульянову за исполнение главной роли и режиссёру Райзману «за артистическое и профессиональное сотрудничество».

## Награды и премии
- 1982 — Специальный приз 39-го Венецианского кинофестиваля «За артистическое и профессиональное сотрудничество» Юлию Райзману.
- 1982 — Специальный приз 39-го Венецианского кинофестиваля за лучшую мужскую роль (Михаил Ульянов)[4].
- 1983 — XVI Всесоюзный кинофестиваль в Ленинграде по разделу художественных фильмов: Главный приз Юлию Райзману за фильм «Частная жизнь»[5].
- 1983 — Государственная премия СССР Татьяне Лапшиной, Юлию Райзману, Ии Саввиной и Михаилу Ульянову[4].